# Siyer-i Nebi

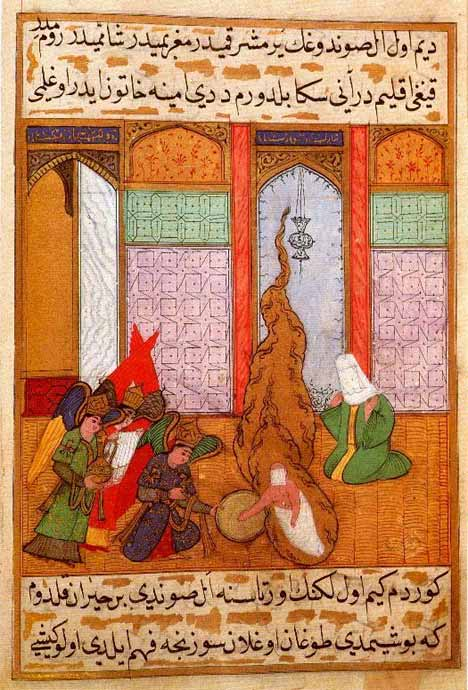
El nacimiento de Mahoma, como se muestra en el Siyer-i Nebi

Siyer-i Nebi (Vida del Profeta) es una epopeya otomana sobre la vida de Mahoma, completada alrededor del año 1388, escrita por Mustafá, hijo de Yusuf de Erzurum, un derviche mevlevi. Se realizó por encargo del sultán Berkuk, gobernante mameluco de El Cairo. El texto se basa en la obra árabe de al-Waqidi.

## Historia
El gobernante otomano Murad III (1574-1595) encargó una lujoso ejemplar ilustrada de la obra. El famoso calígrafo Lutfi Abdullah estuvo a cargo del taller en el palacio real, y completó la obra bajo el reinado del sucesor de Murad, Mehmet III, el 16 de enero de 1595.
El trabajo realizado contiene 814 miniaturas en seis volúmenes, que incluyen muchas representaciones de Mahoma, que siempre aparece con el rostro velado, como era costumbre representarlo para la fecha. Los volúmenes I, II y VI se encuentran en el Museo de Topkapi, el volumen III está en la Biblioteca Pública de Nueva York, y el IV en la Biblioteca Chester Beatty de Dublín.
Alrededor de dos docenas de las miniaturas están en manos de coleccionistas privados. Cuatro de ellas se vendieron en la casa de subastas Hôtel Drouot de París en marzo de 1984.

## Galería de imágenes

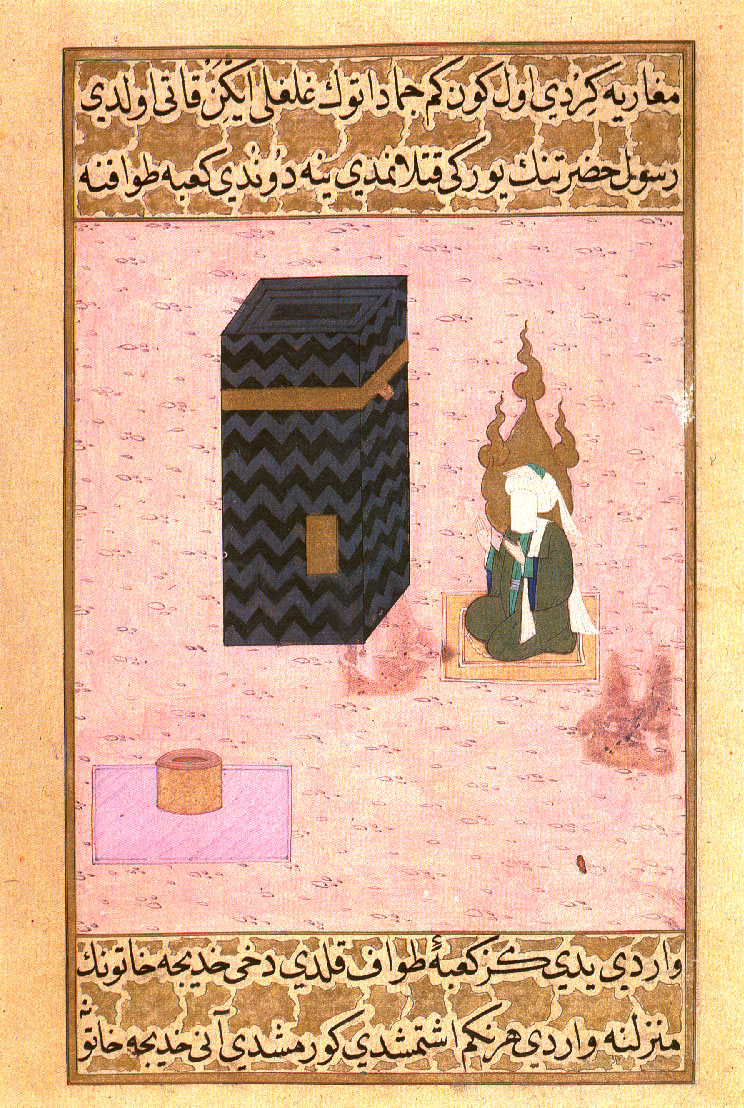
Mahoma en la Kaaba
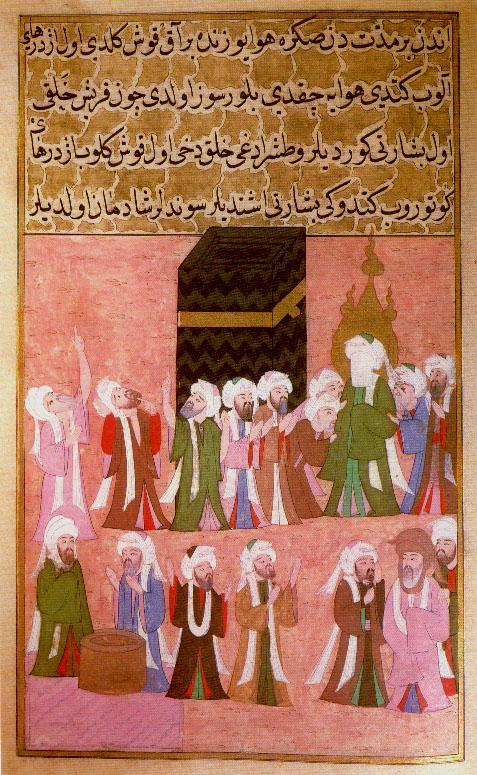
Mahoma ahuyenta a un dragón de la Kaaba
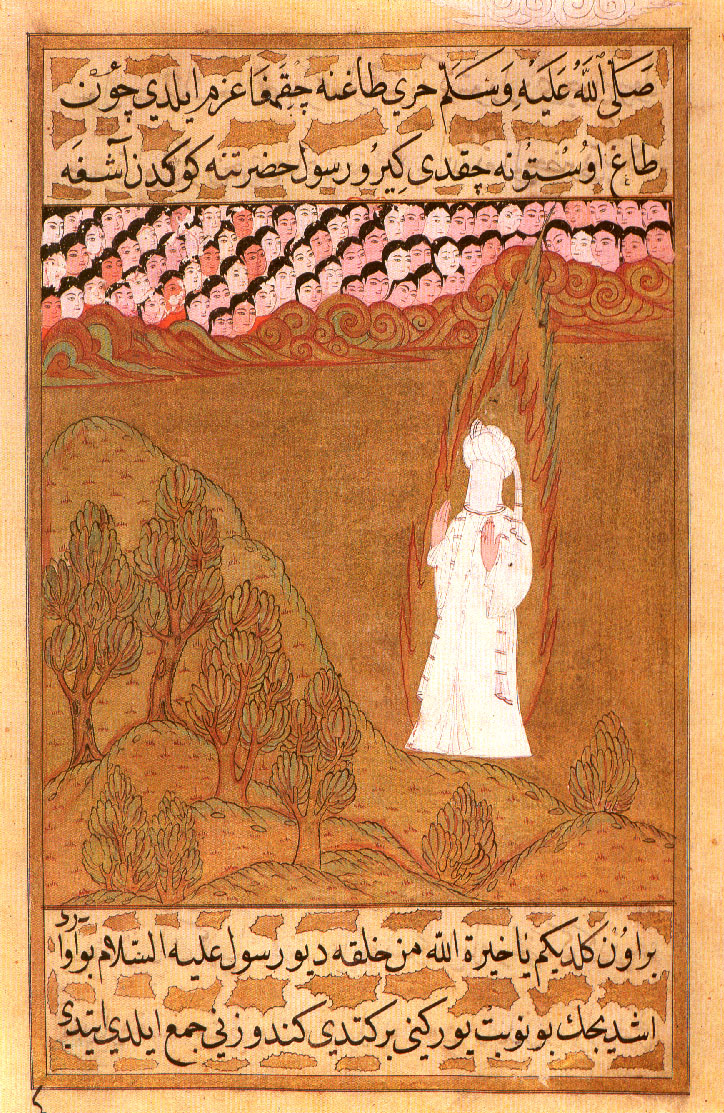
Mahoma en el Monte Hira
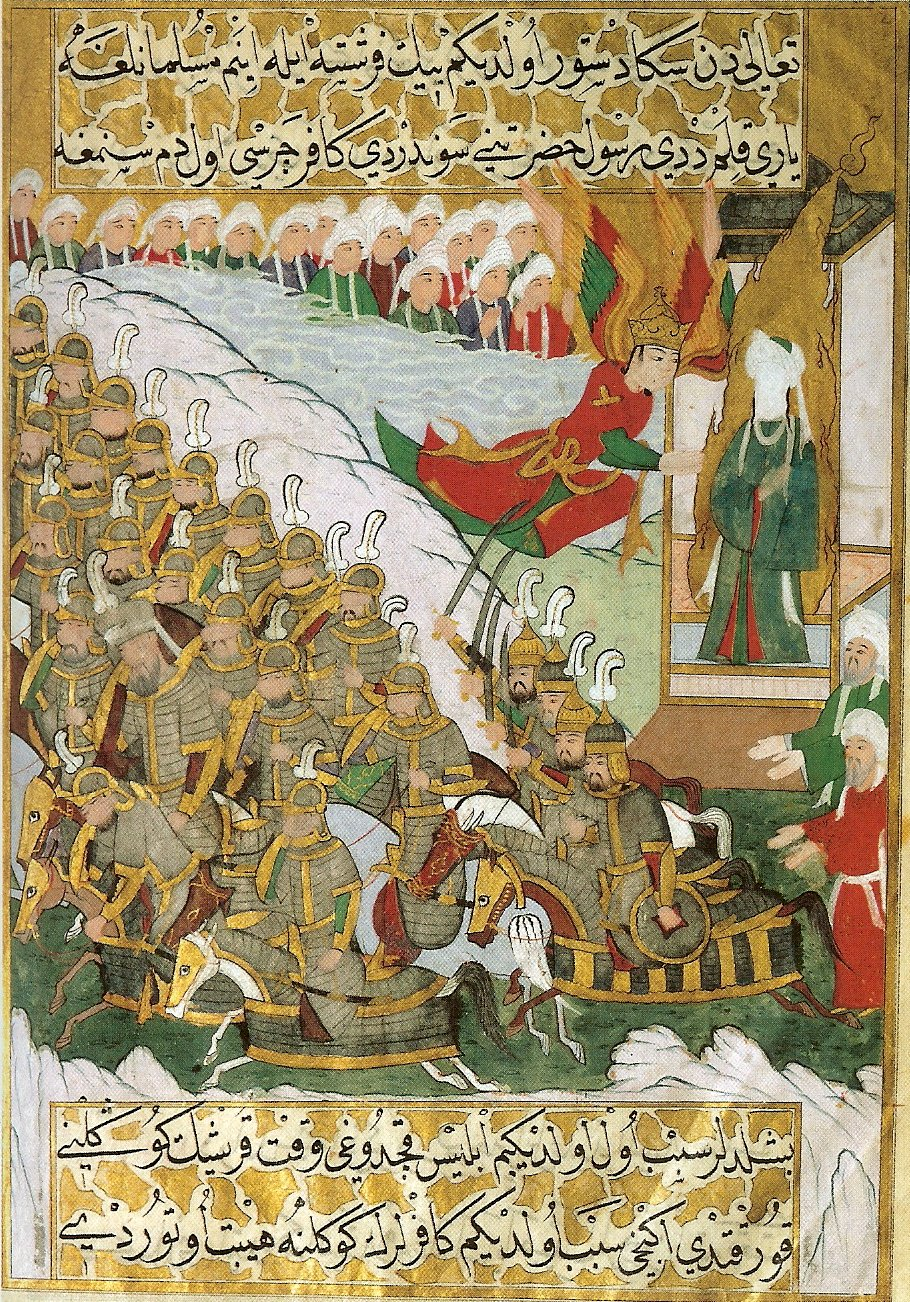
Mahoma en la Batalla de Badr
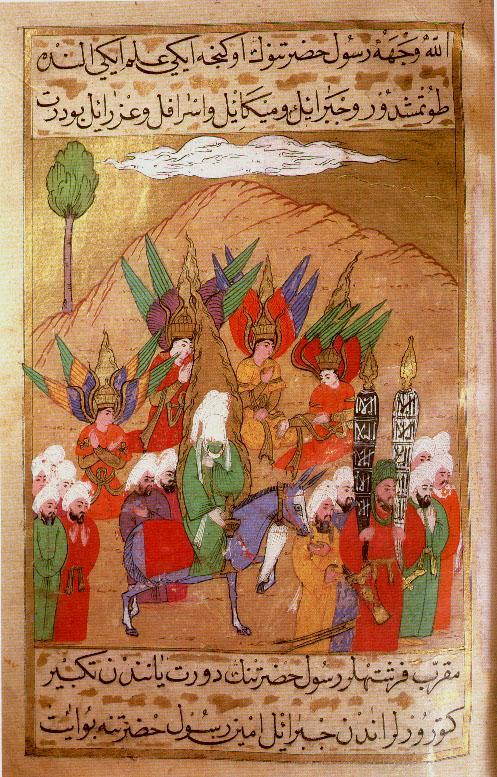
Mahoma avanzando en la Meca, con los ángeles Gabriel, Miguel, Israfil y Azrael
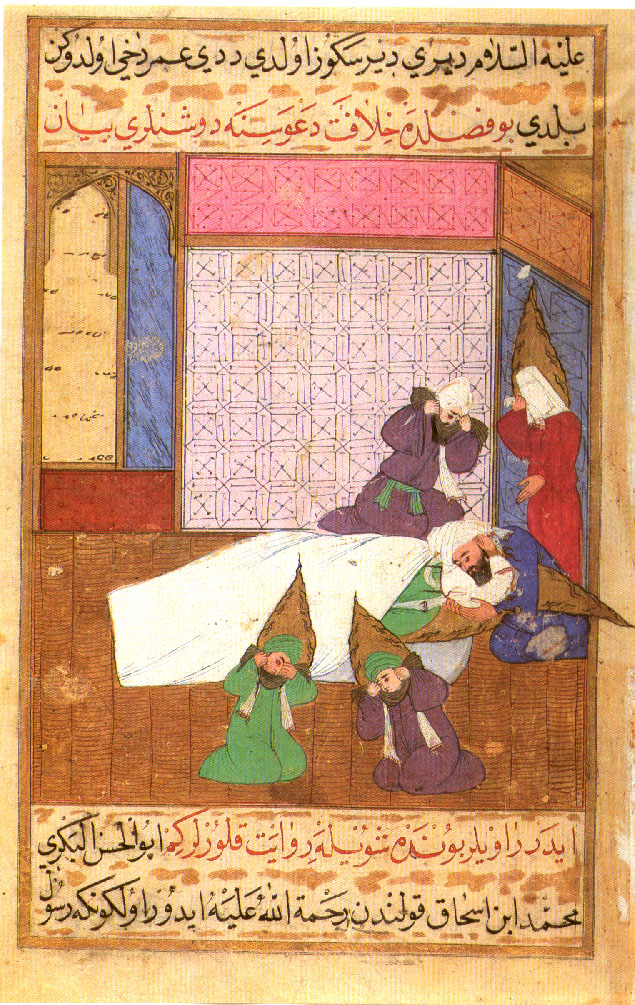
Muerte de Mahoma